# Pangloss (Stubbs)
Pour les articles homonymes, voir Pangloss.
Pangloss, anciennement Rufus, est une peinture à l'huile sur toile du peintre anglais George Stubbs, créée entre 1762 et 1767, et conservée au musée d'Art d'Indianapolis de Newfields. 
Il s'agit du portrait d'un étalon Pur-sang de robe alezane sur fond neutre, vraisemblablement commandé par Lord Grosvenoir. C'est l'un des tableaux anatomiquement les plus détaillés qu'ait jamais créé Stubbs. 

## Réalisation

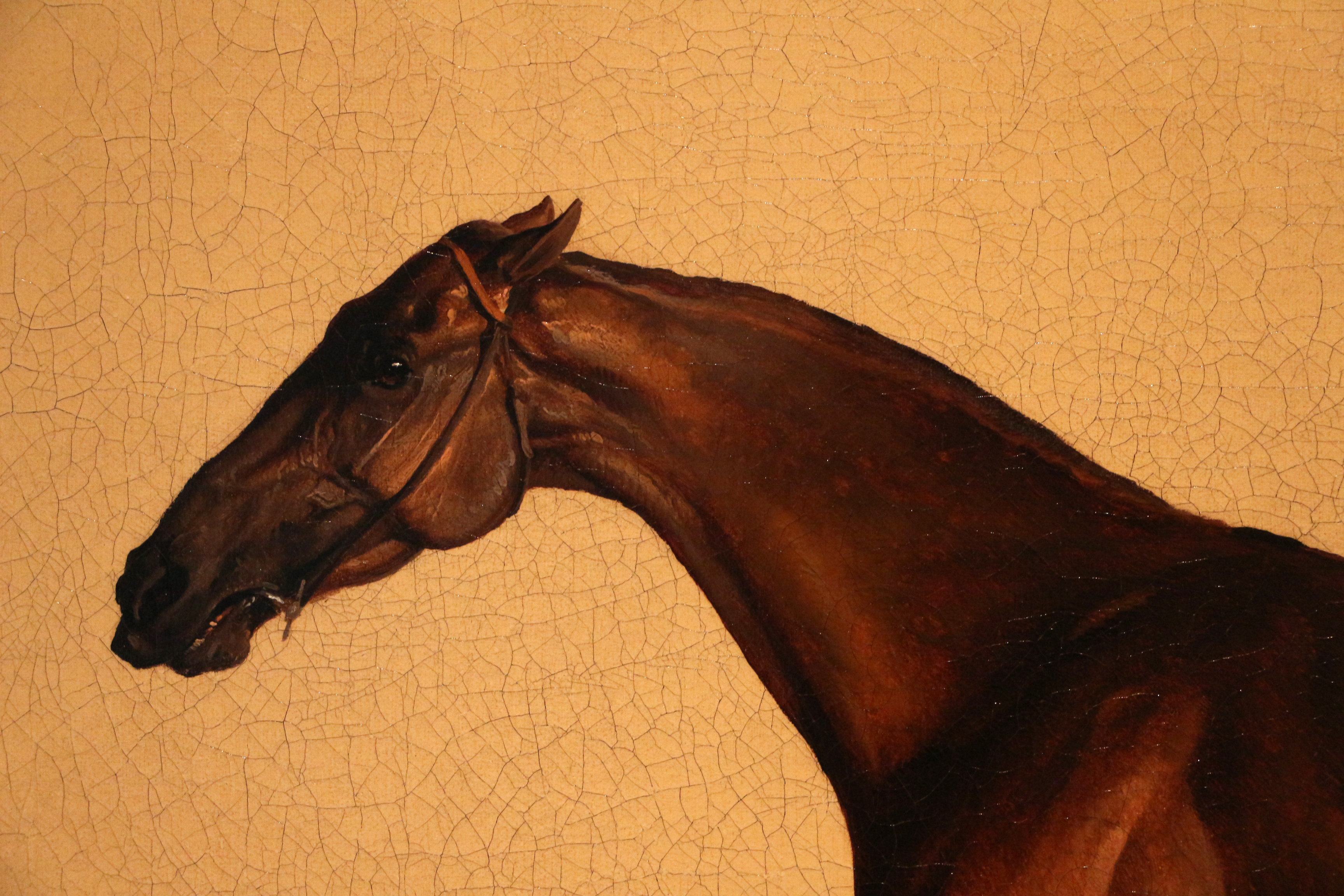
Détail du tableau.

Le tableau est créé vers 1762, ou 1762-1765 selon le National Art Museum of Sport, l'ouvrage de John Baskett, indiquant 1762-1767. D'après Egerton, son style permet facilement de le placer parmi les réalisations de Stubbs datant du début des années 1760.
Le cheval représenté semble avoir été surnommé « Rufus » à cause de sa couleur. Cependant, l'identité de ce cheval est resté longtemps non-clairement établie. Il n'existe en effet aucun Pur-sang nommé « Rufus » dans les généalogies compilées par James Weatherby avant 1771.
David Oldrey a conclu que le même cheval avait été immortalisé en gravure, parmi une série de gravures publiées en 1771. Cela permet de postuler qu'il s'agisse de Pangloss, un cheval de course né en 1755, qui a appartenu à Lord Grosvenoir, lequel l'avait baptisé ainsi à partir du personnage Pangloss dans le Candide de Voltaire. Ce cheval subit une fracture en 1766, ce qui interrompt sa carrière de coureur.

## Description
C'est le portrait d'un cheval alezan rougeoyant, vu de profil. Il se rapproche d'une étude par l'absence d’arrière-plan. Le cheval est un animal de course typique, apparaissant sèchement musclé et couvert de transpiration. Il est particulièrement détaillé anatomiquement.
L'inscription « Rufus » figure au dos de la toile et semble avoir été recopiée à partir d'une version plus ancienne de cette toile.

## Historique
Le parcours du tableau est inconnu avant son arrivée aux Newhouse Gallery de New York en 1947, où M. et Mme. Eli Lilly en font l'acquisition, avant de faire don de ce tableau au musée d'Art d'Indianapolis. Le tableau a été exposé à plusieurs reprises au XXe siècle, sous le titre de « Rufus ».